# Nino Pisano

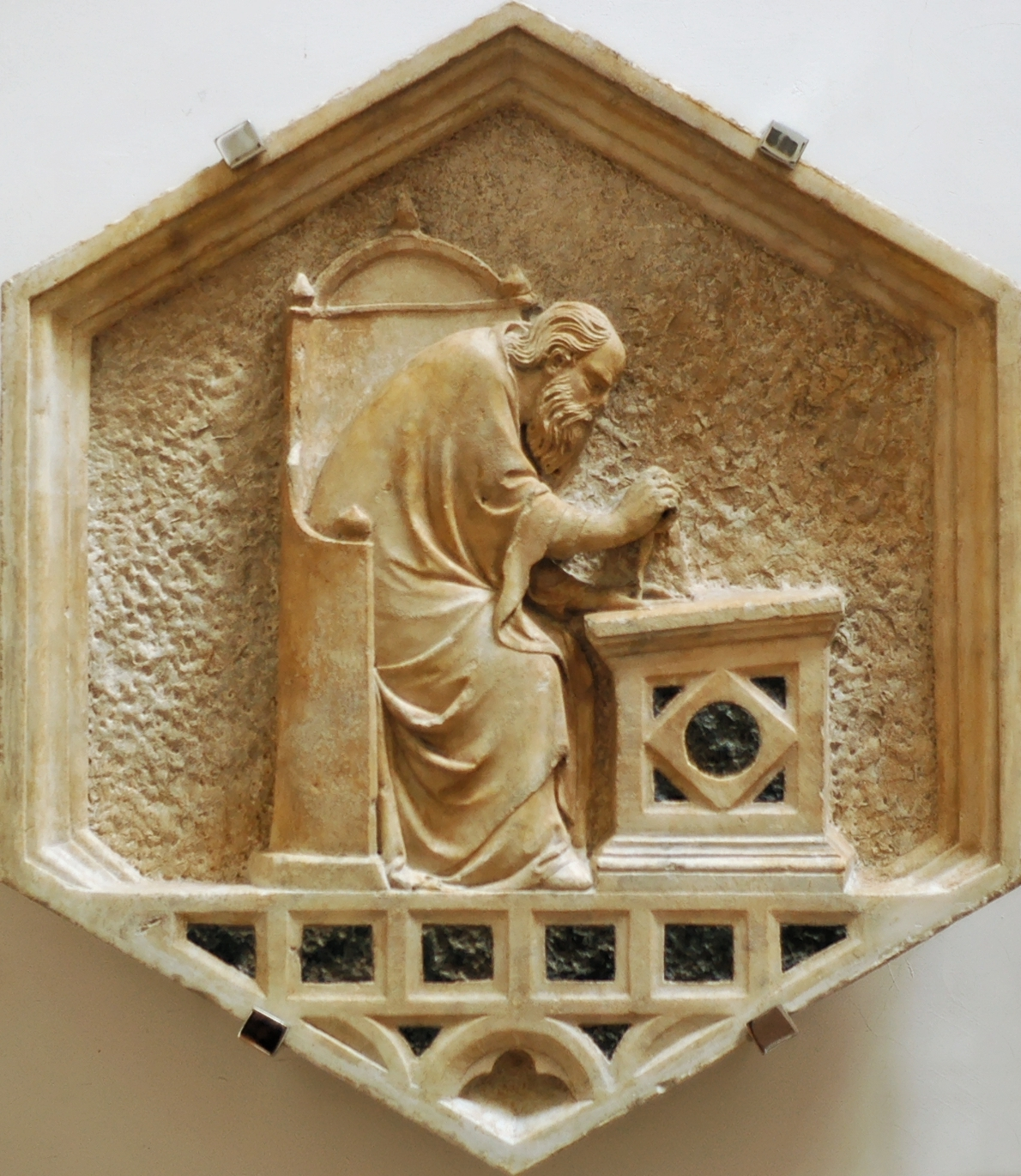
Euclides, panel del campanar de Santa Maria del Fiore

Nino Pisano, va ser un escultor italià, actiu des del 1349 fins a 1368. Va ser l'últim dels grans escultors del Trecento italià, fill d'Andrea Pisano.
No hi ha informació ben definida sobre el seu naixement, ni de la seva formació, fins a un document als arxius de l'Òpera del Duomo d'Orvieto, que estableix la successió del seu pare com a mestre de la Catedral d'Orvieto, el 1349. Va treballar amb el seu pare en algunes obres com la tomba Cornaro a la basílica de Sant Zanipolo a Venècia, obra signada; a la tomba de Saltarelli a l'església de Santa Caterina a Pisa amb almenys dues estàtues d'àngels cap a 1343 que, malgrat tot, presenta la intervenció d'altres escultors de més baixa qualitat. Va participar també a l'escultura dels plafons per al Campanile de Santa Maria del Fiore. Va treballar basant-se a la gran tradició escultòrica de Pisa, des de Nicola Pisano al geni de Giovanni Pisano, amb les innovacions de l'escultura gòtic francesa, les solucions són d'una refinada elegància, que es converteixen en una font d'inspiració per al conjunt de quatre-cents i cinc-cents. Junt amb el seu pare, va obrir les portes al renaixement italià.
Obres individuals són la Mare de Déu i l'Infant a la Basílica de Santa Maria Novella a Florència, el Sant bisbe i L'Anunciació, respectivament, a l'església de Sant Francesc i la Catedral d'Oristano, o el monument del bisbe Scherlatti, que es conserva al Museu dell'Opera del Duomo de Pisa.
Se li adjudiquen un Sant Francesc, novament al Museu del Duomo de Pisa, la Madonna del Latte al Museu Nazionale di Sant Matteo, la Madonna della Rosa entre els sants Pere i Joan el Baptista a l'església de Santa Maria della Spina a Pisa i Mare de Déu amb Infant al Santuari de l'Anunciació de Trapani.
Al museu de Sant Mateu es troba una Anunciació, provinent de Santa Caterina, atribuïda per Vasari, dels quals també hi ha una còpia de fusta, quasi amb tota seguretat també realitzada per ell, a la Galeria Nacional a Washington. Altres obres menors es troben per exemple a l'església de Sant Stefano di Marinasco (La Spezia), la Chiesa di Santa Maria a Mantignano (prop de Florència), o a les esglésies de Sant Nicolau i Sant Michele a Borgo de Pisa.
El seu estil està relacionat amb canvis en el gust, en correspondència amb els dictats provinents de França amb sinuosos plantejaments, més allunyat del classicisme del seu pare.

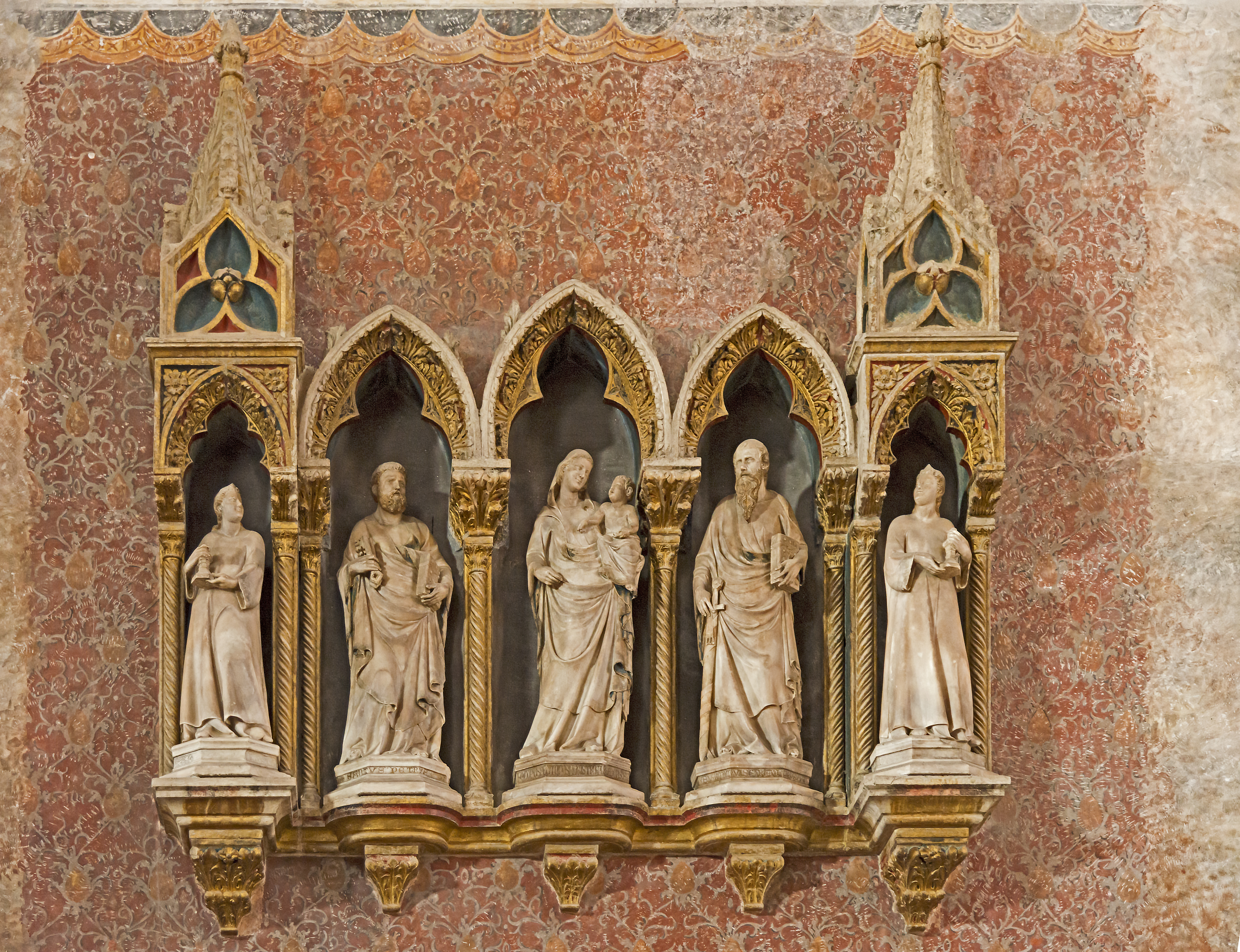
Tomba Marco Corner Basílica de Sant Joan i Sant Pau